# Ramphocelus passerinii
Ramphocelus passerinii е вид птица от семейство Тангарови (Thraupidae).

## Разпространение
Видът е разпространен в Белиз, Гватемала, Коста Рика, Мексико, Никарагуа, Панама и Хондурас.